# Sāngola
Sāngola är en ort i Indien.   Den ligger i distriktet Solapur och delstaten Maharashtra, i den sydvästra delen av landet, 1 300 km söder om huvudstaden New Delhi. Sāngola ligger 502 meter över havet och antalet invånare är 31 279.
Terrängen runt Sāngola är platt, och sluttar österut. Runt Sāngola är det ganska tätbefolkat, med 192 invånare per kvadratkilometer. Trakten runt Sāngola består till största delen av jordbruksmark.